# Rais-de-cœur

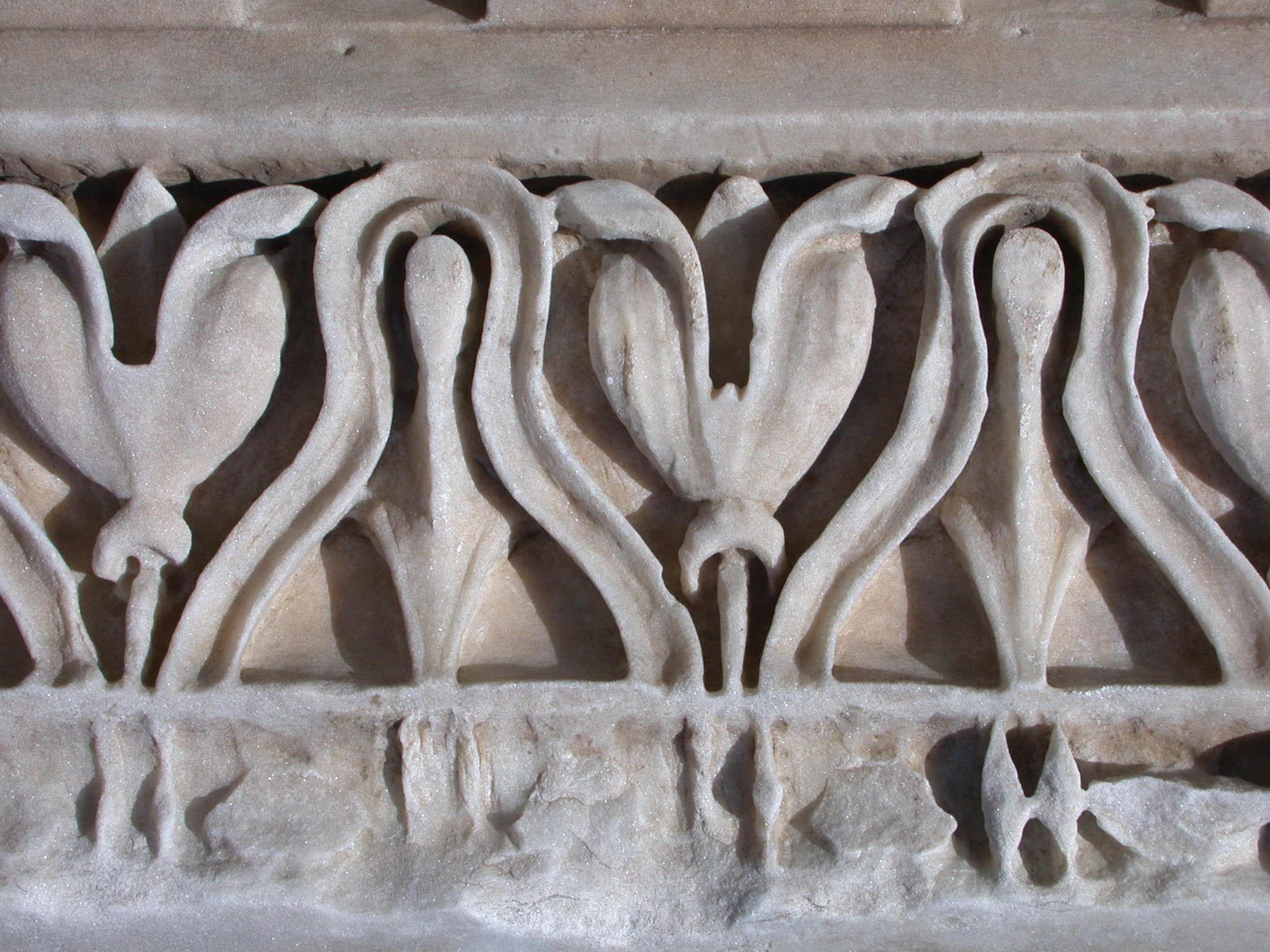
Rais-de-cœur en étrier.

Les rais-de-cœur sont un motif ornemental composé de feuilles en forme de cœur alternant avec des fers de lance. Ce motif était utilisé dans l'architecture grecque. Il a été repris à la Renaissance, abondamment au XVIIIe siècle. Selon Jean-Marie Pérouse de Montclos, le « mot ne s'utilise guère au singulier (rai-de-cœur) ».

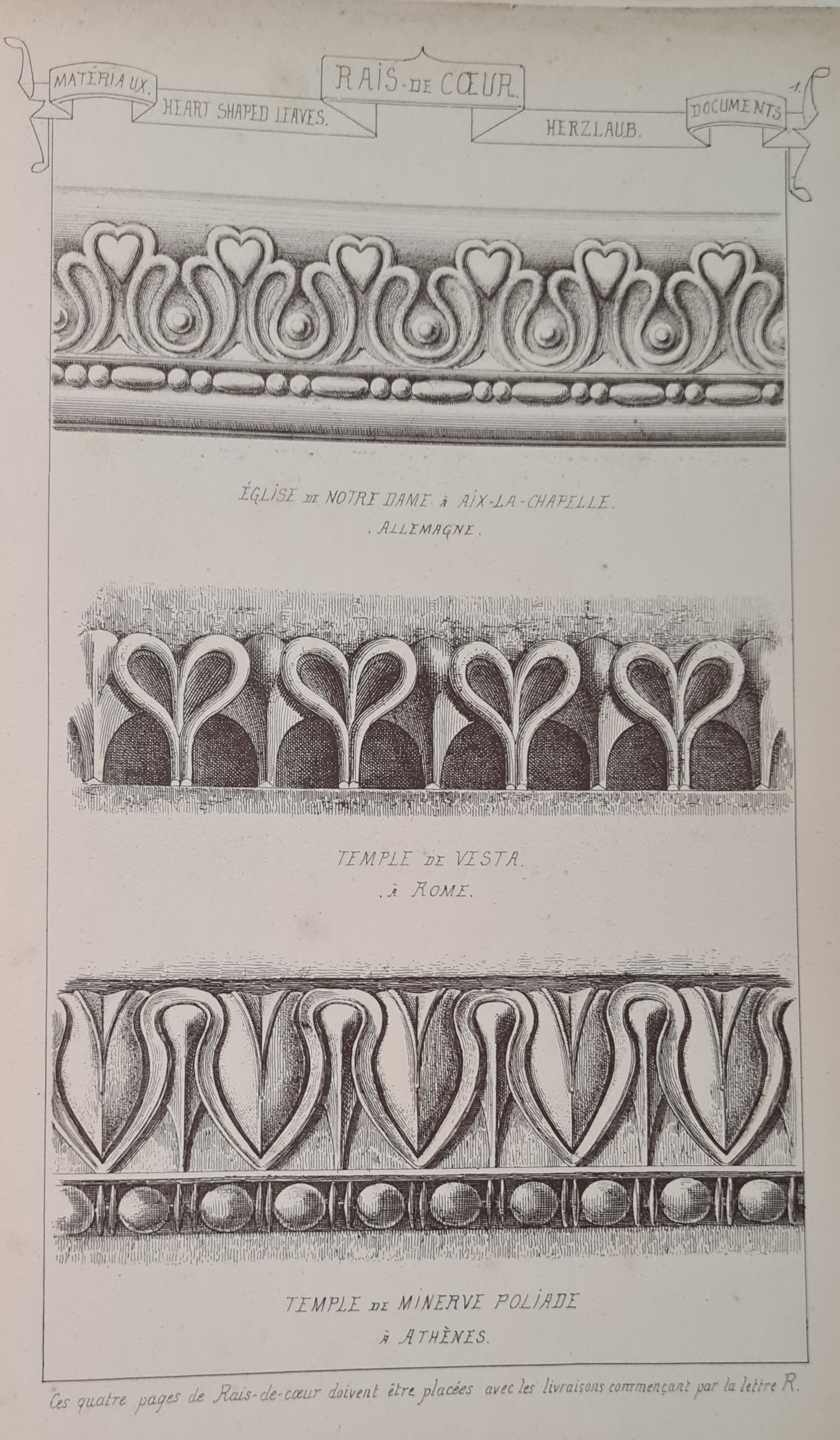
Document d'architecte (Antoine Raguenet, 1872).

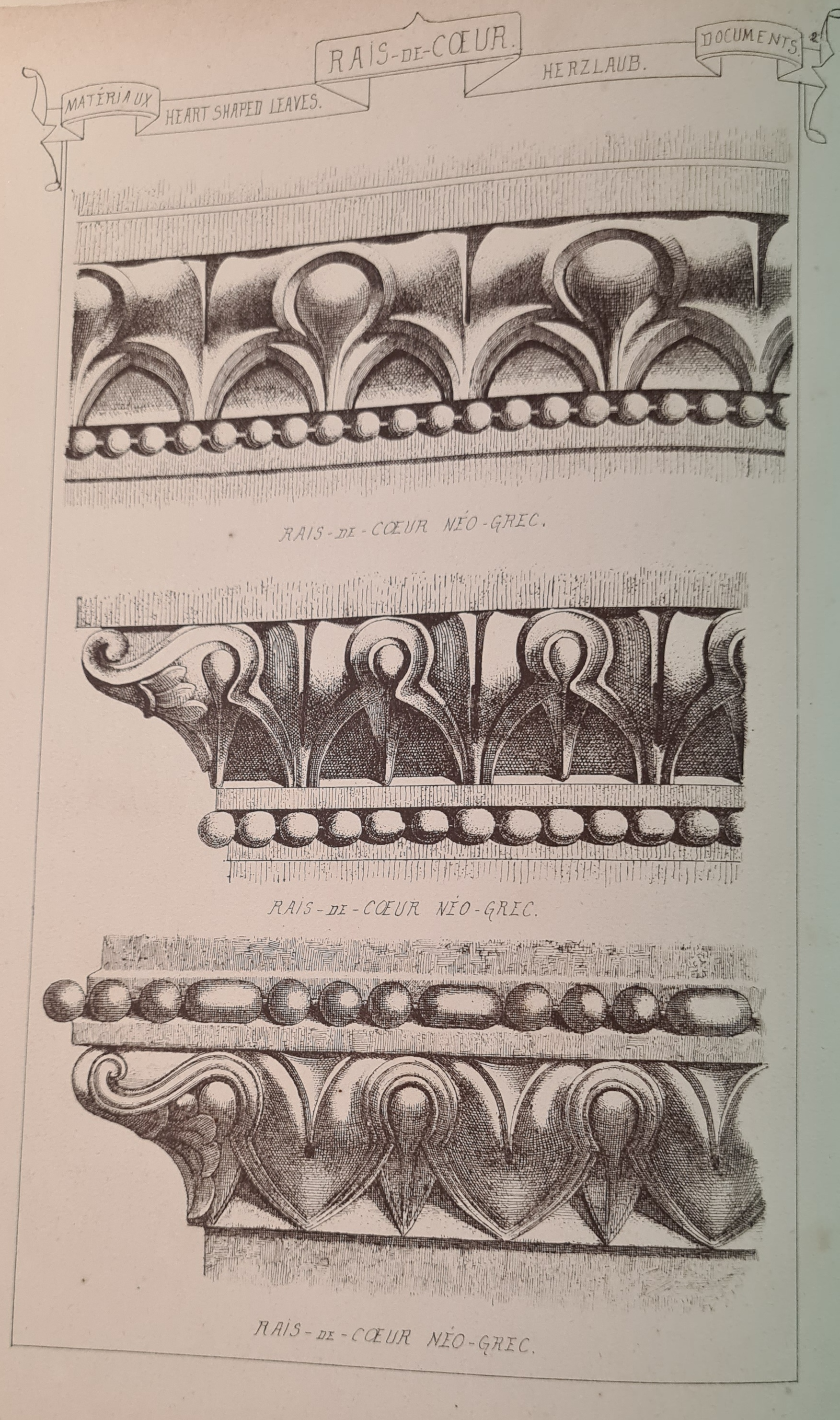
Document d'architecte (Antoine Raguenet, 1872).

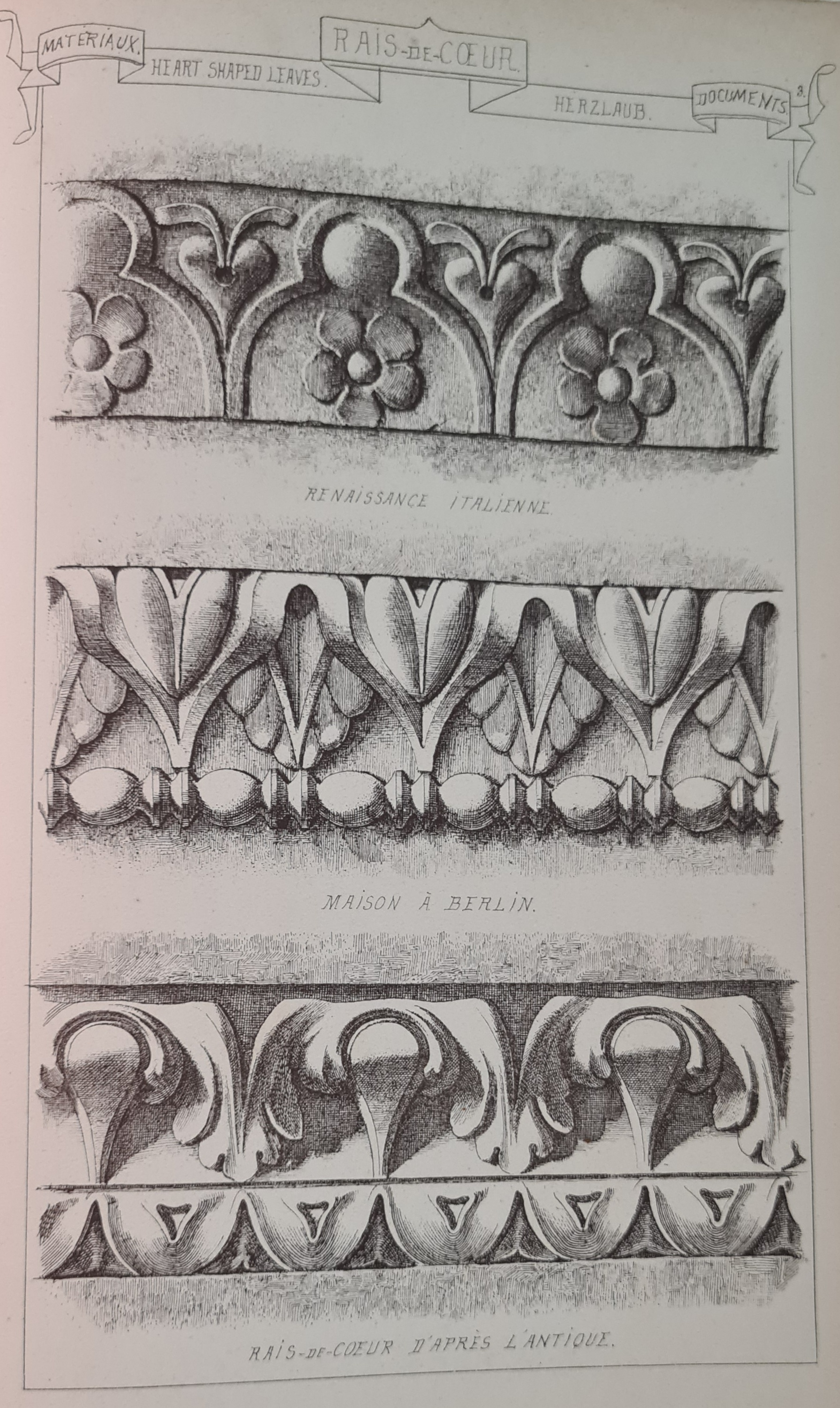
Document d'architecte (Antoine Raguenet, 1872).